# 제1차 대만 해협 위기
제1차 타이완 해협 위기(중국어: 第一次台灣海峽危機, 영어: First Taiwan Strait Crisis) 또는 9·3 포격전(중국어: 九三炮戰 →구삼 포전)은 1954년에 일어난 중화민국(대만)과 중화인민공화국(중국) 간 포격전이다.

## 배경과 경위
국공 내전에서 패배한 장제스는 더 이상 중국 대륙에 남아있을 수 없게 되자 대만으로 정부를 옮기게 되었다. 이후 대륙 전체가 중국공산당에 장악되자 중국국민당이 지배하는 영토는 대만, 펑후현과 중국 남동부 연안의 여러 섬으로 제한되었다. 1950년에는 대만섬 다음으로 중국에서 가장 큰 섬인 하이난섬도 함락되었다.
대만을 해방하겠다는 미명 하에 중국이 남하를 거듭했지만 미국의 태도는 담담했다. 1950년 1월 해리 S. 트루먼 미국 대통령은 대만 해협과 관련된 어떠한 분쟁에도 미국은 관여치 않을 것이며 설령 중국의 공격이 있어도 개입하지 않겠다는 대만 불간섭 성명을 발표했다. 하지만 1950년 한반도에서 6.25 전쟁이 발발하자 트루먼은 태도를 바꾸어 공산주의의 위협으로부터 대한민국을 지키기 위해 미군을 파병하는 한편 대만 해협의 중립화가 미국의 최대 관심사라고 표명하며 대만 해협을 지키기 위해 제7함대를 보냈다.
하지만 장제스는 한 발 더 나아가서 공산당에 배앗긴 대륙을 회복할 것을 목표로 삼고 있었다. 트루먼, 국무장관 딘 애치슨, 애치슨의 고문인 존 포스터 덜레스 등은 그 목표가 실현되기 어렵다고 장제스를 설득했으나 장제스는 듣지 않았고 미국 내부에서도 트루먼이 대륙을 공산주의자들로부터 해방시키려는 장제스의 시도를 막는다고 비판이 나왔다.
1953년 트루먼이 물러나고 드와이트 D. 아이젠하워가 신임 대통령으로 취임했다. 대만에 파견된 제7함대는 대만을 지키기 위한 목적도 있었지만 장제스가 멋대로 움직이지 못하도록 제어하려는 목적도 겸했는데 아이젠하워는 이러한 역할을 포기했다. 이후 장제스는 중국 연안을 봉쇄하는 관폐 정책을 펼쳤으며 이곳을 지나는 외국 국적의 배를 나포했다.
이로 인해 중국의 해운보험료가 증가하고 국제정기편이 취소되는 등의 혼란이 발생했다. 중국은 하이난섬에서 새로운 수송로를 확보했으나 1954년 7월 민간인 10명이 사망한 캐세이퍼시픽 항공기 격추 사건이 발생했고 다시 3일 뒤에는 생존자를 수색하던 미군과 충돌해 미군 전투기 2대가 충돌하는 사건이 일어났다.

## 충돌
1954년 8월 대만은 진먼현과 마쭈 열도에 각각 5만 8,000명과 1만 5,000명의 군대를 배치했다. 이에 중국도 거점 구축을 시작했으며 11월 저우언라이 국무원 총리가 대만을 해방하겠다고 선언하며 포격을 시작했다.
미국은 경고를 보냈으나 중국이 9월 3일 진먼현에 대한 포격을 감행했다. 12일 미국 합동참모본부는 중국에 대한 핵무기 사용을 권고했으나 핵무기와 재래식 무기를 구분하지 않겠다던 아이젠하워는 군부의 요구를 거절했다.
11월에는 다천 군도가 포격의 범위에 들어갔으며 1955년 1월 이장산 전투 끝에 이장산섬이 함락되었고 다천 군도도 곧이어 중국에 접수됐다. 이에 대만은 미국과 함께 다천 군도의 주민들을 대만으로 소개하는 다천섬 철수 작전을 공동으로 수행했다. 이후 1월 29일 미국 연방 의회는 포르모사 결의를 통과시켜 미군이 대만 해협에 있는 중국 국민과 재산을 무력으로부터 보호하기 위한 군사 행동을 취할 수 있도록 승인했다.
3월에 이르러 미국은 영국의 반대에도 불구하고 중국에 대해 핵무기를 사용할 수 있다는 공개적인 위협을 감행했다. 이후 4월 중국은 협상을 제의했으며 5월 1일 중국이 포격을 중단함으로써 눈앞의 위기는 넘기게 되었다. 하지만 분쟁의 근본적인 문제가 해결되지 못했고 이는 3년 뒤 진먼 포격전으로 이어지게 된다.

## 같이 보기
- 구닝터우 전투
- 하이난섬 상륙 전역
- 이장산 전투
- 다천섬 철수
- 대만 해협
- 대만 문제